# 桂音也
桂 音也（かつら おとや、1935年10月4日 - 1978年3月28日）は、上方噺家でありフリーアナウンサー。本名は今井 清之、1967年より今井 音也。
大阪府箕面市生まれ。

## 来歴
神戸大学卒業後、1960年に朝日放送にアナウンサーとして入社。スポーツ番組や歌番組、演芸番組を担当。後輩の道上洋三、乾浩明らと落語研究会を作り趣味で落語を始めた、この会には客として米朝一門の3代目桂米朝、2代目桂枝雀（当時は桂小米）や漫才作家の三田純市らが見に来ていた、会では主に古典落語を演じていた、これがきっかけで桂枝雀の教えを乞うようになり、1967年よりフリーになり、1970年4月に桂枝雀に入門。同年3月にべかこ（現在の桂南光）が入門していたが、朝日放送時代から枝雀より落語の指導を受けていたので実質的な一番弟子と言える。1939年生まれの師匠枝雀より年上で、フリーのアナウンサーという異色の落語家であり、落語家としては桂音也を、フリーのアナウンサーとしては今井音也を名乗った。「音也」の名は1960年の浅沼稲次郎暗殺事件の実行犯山口二矢に由来していると生前証言していた、何を仕出かすかわからないという意味で付けられ元々あだ名として同業者に呼ばれていた。
落語家としては、アナウンサーのはっきりとした口調が不利だと言われたが、逆にその特徴を生かし旅ネタの導入部をニュース風に語るなど、常に工夫をしていた。とくに新作落語や古典落語の改作を手がけ、現在でも米朝一門の落語家によって演じられる事がある。また、2006年現在開催300回を超え、多くの落語家の初舞台の場ともなっている「岡町落語ランド」は、音也が始めた勉強会「音也寄席」が発祥となっている（発祥当時は今の「岡町落語ランド」はまだ存在しておらず、70年代前半当初の勉強会の行なわれていた場所は異なる）。
晩年、自分の落語会用の前売り金券（10枚綴り1万円でその10回は何処にでも行って落語をするという金券）を作って売りさばいていたのを、枝雀にとがめられ破門された。名前は取り上げられなかったため、そのまま活動は続けていたが、1978年3月25日、外出中に脳溢血で転倒し病院に運ばれるも3月28日に亡くなった。葬儀は枝雀が中心となって執り行われた。枝雀によると、金券には「私が死んだらお金は返します」と書かれており、音也の押印もあったため、葬儀の際に金券を香典代わりに持参した参列者がいた。
2010年3月23日には天満天神繁昌亭の夜席で「桂音也 33回忌追善落語」が開催され、枝雀一門の九雀が「羽衣」を、雀三郎が「履歴書」を演じた。また、落語作家・小佐田定雄を交えての座談会も行われた。

## 自作の作品
- 『履歴書』（新作落語『代書』の現代アレンジ版、別名『新・代書』）
- 『日本沈没その後』
- 『やもめの定やん』（リチャード・バックの小説「かもめのジョナサン」が流行った時に創作）
- 『四百四十年』
- 『わぁ』
- 『野須・虎田・陸奥の大予言』（ノストラダムスの大予言が流行った時に創作）『大予言』とも表記される。
- 『縁結び』
- 『羽衣』
- 『旅の恥』
- 『昭和任侠伝』

ほか多数。

## 音源
- 古今東西噺家紳士録 （「大予言」、CD-ROM）
- ご存じ 古今東西噺家紳士録 （「やもめの定やん」、CD-ROM）

## エピソード
- アナウンサー時代には、ストライキの際に「闘争落語」を演じていた。しかし誰も笑ってくれないので、家に帰って妻子を相手に演じると子供が泣いた。
- アナウンサーの落語研究会の発表会で、出番は最初の方が格上だと皆をだまして自分はトリをとった。ちなみにこの発表会には大師匠3代目桂米朝も聞きに来ていた。

以上は朝日放送のオールナイトライブ枝雀でゲストに来た道上が明かしたエピソード。